# Деак, Тамаш
Та́маш Де́ак (венг. Deák Tamás, 27 апреля 1928, Секешфехервар, Фейер — 12 февраля 2024, Будапешт) — венгерский композитор и дирижёр.

## Биография
Родился 27 апреля 1928 в Секешфехерваре.
С 1959 по 1964 работал на радио.
В наибольшей степени занимался джазовой музыкой, играл на трубе, на которой учился играть сам. 
С 1964 г. руководил биг-бэндом Деака. Один из пионеров джазового музыкального образования в Венгрии
Занимался преподавательской деятельностью, с 1969 г. работал руководителем джазового класса музыкальной школы имени Белы Бартока в Будапеште. До 1988, там же преподавал игру на трубе.
Скончался 12 февраля 2024 года на 96-м году жизни.

## Известность
На территории СССР и СНГ известен как автор инструментальной композиции «Водные лыжи» (венг. Vízisí) (1968), которая была использована во вступительных титрах мультсериала «Ну, погоди!» (ряд других его композиций также использованы в этом мультсериале), а также музыки к мультсериалам «Густав» (1964—1977), «Семья Мезга» (1968—1978) и мультфильму «Ловушка для кошек» (1986). 
В общей сложности, написал музыку более чем к 120 мультфильмам и телепередачам.